# 路易·湯姆林森
路易·威廉·湯姆林森（英語：Louis William Tomlinson，1991年12月24日—），英國男歌手、詞曲作家，男孩團體1世代的成員之一。
單飛後，發行單曲《Just Hold On》，《回到你身边》，《Miss you》，《Just like you》。
2018年他擔任《英國版X音素》評審，並與罗比·威廉斯合作。

## 早年
湯姆林森的生父和生母在他還是個嬰兒時就分手了。他與他的生父疏遠。自後他跟著媽媽，而後來則改嫁，與生了湯姆林森的四個妹妹：（小名）、 （小名），及雙胞胎和。但和最後還是在湯姆林森上比賽時離婚了。湯姆林森還有一個同父異母的妹妹，來自於他生父的第二段婚姻。長妹Lottie是名化妝師，曾經參與哥哥的世界巡迴演唱會，負責隊員的妝容。他曾在英國ITV的戲劇上演出過。

## 職業生涯

### 1世代
湯姆林森在2009年時曾參加《英國版X音素》的海選，但並沒有被選上，而是到了2010年的海選才在集訓營之後由評審將其與哈利·斯泰爾、連恩·佩恩、奈爾·霍蘭和澤恩·馬利克組成1世代。
於2010年3月26日，路易只有18歲便參加了The X Factor的選拔。他唱了Plain White T's 的《Hey There Delilah》。他後來在一世代的紀錄片《This Is Us》的訪問中表示，自己當時的表現十分恐怖，而且自己希望被放到入一個團體，因為他認為自己不是一個夠強的個人歌手。

### 單飛事業
路易在2016年與DJ史蒂夫·青木合作的《Just Hold On》是為了他的母親Johannah而寫。在2015年時路易的母親確診了患上血癌，路易在傷心的情況下仍然希望鼓勵母親和他的支持者，希望他們在苦難中仍然咬緊牙關，堅持到底，從而Just Hold On便誕生了。很可惜，路易第一次在節目上表演這首獻給母親的歌曲時，Johannah已在三天前不幸離世。路易仍然堅持上台表演，但從影片中可見他表演後眼泛淚光，雙眼紅腫。一世代全體亦有到場支持路易，在後台給他擁抱和鼓勵。
路易在2017年與當紅歌手碧碧·雷克萨及Digital Farm Animal推出了《回到你身边》，成為目前廣受好評的點播熱門歌曲，也在路易的音樂生涯中，再次創出一筆佳績.
路易隨後推出了《Miss You》，述說了與朋友一起享受青春時光的快樂和美好，他本人十分喜愛這首歌，多次表達滿意和希望粉絲也享受這首歌。與《Miss You》一起推廣的是歌曲《Just Like You》。路易在歌詞中表達了成名後的難處，自己其實與所有年輕人一樣都想做自己，追尋自己的理想和快樂。《Just Like You》影片的背景是許多具爭議性的議題的報章，例如Black Lives Matter、女權主義及同性愛情等等。
路易在發行專輯前發行了數首單曲：《Two Of Us》，《Kill My Mind》，《We Made It》， 《Don't Let It Break Your Heart 》及專輯同名單曲Walls，其中二者與《Just Like You》的MV故事串連在一起。而路易也於2020年1月31日發行首張個人專輯《高墙》，專輯獲得極高的評價。
而在2020年7月11日，路易在推特宣布離開Syco唱片的消息。
路易亦於2020年推出了自己的第一張個人專輯《高墙》，推出不足一小時已獲得不少好評，肯定了路易音樂生涯的成功。Official Charts發布《高墙》是2020年上半年發行的藝人首張專輯中CD和磁帶的銷量冠軍。

## 音樂
路易的聲帶範圍十分廣闊，他能由低音的A2到高音的G5。他的聲線頗高，而且能用胸膛的聲音唱到自己的最高音，而不用頭部的聲線。這在男聲中是十分難得的。他的聲音清澈而且柔軟，偶爾非常有力及少許有意的沙啞嗓音。他的聲音被評為在一世代中最有感染力和最有感情。雖然他本人在早期對自己的聲線感到自卑，但近年開始對自己越來越有信心。
第二張專輯Take Me Home後，一世代決定自己掌握音樂的方向。所以由第三張專輯Midnight Memories開始，一世代音樂的風格有明顯的轉變。路易成為一世代中作詞最多的成員。其後個人單飛的歌曲全部都是路易自己與其他音樂人寫的作品。
其中由於專輯裡的主要是路易和連恩製作的，因此粉絲在2015年5月時在社群媒體上發起了，希望藉此使這首歌能夠成為一世代的發行單曲之一。而此活動的威力也不容小覷，因為在2015年的青少年選擇獎成為了史上第一首非單曲的獲獎歌曲（Choice Music: Party Song）。

## 慈善
路易十分支持慈善，經常身體力行。他與各個慈善機構有密切的聯繫，例如Eden Dora Trust，是個幫助患有腦炎的小朋友的機構。他與隊員Niall Horan亦參與多場慈善足球比賽。於2015年，路易與隊友連恩，和自己母親舉行了Blieve In Magic的慈善舞會，幫助患上癌症的小朋友完成成為公主王子的夢想，並籌得超過$7,000,000的巨款。於2018年，路易頒發了Young Fundrasier Award給曼徹斯特炸彈事件的幸存者Freya Lewis。

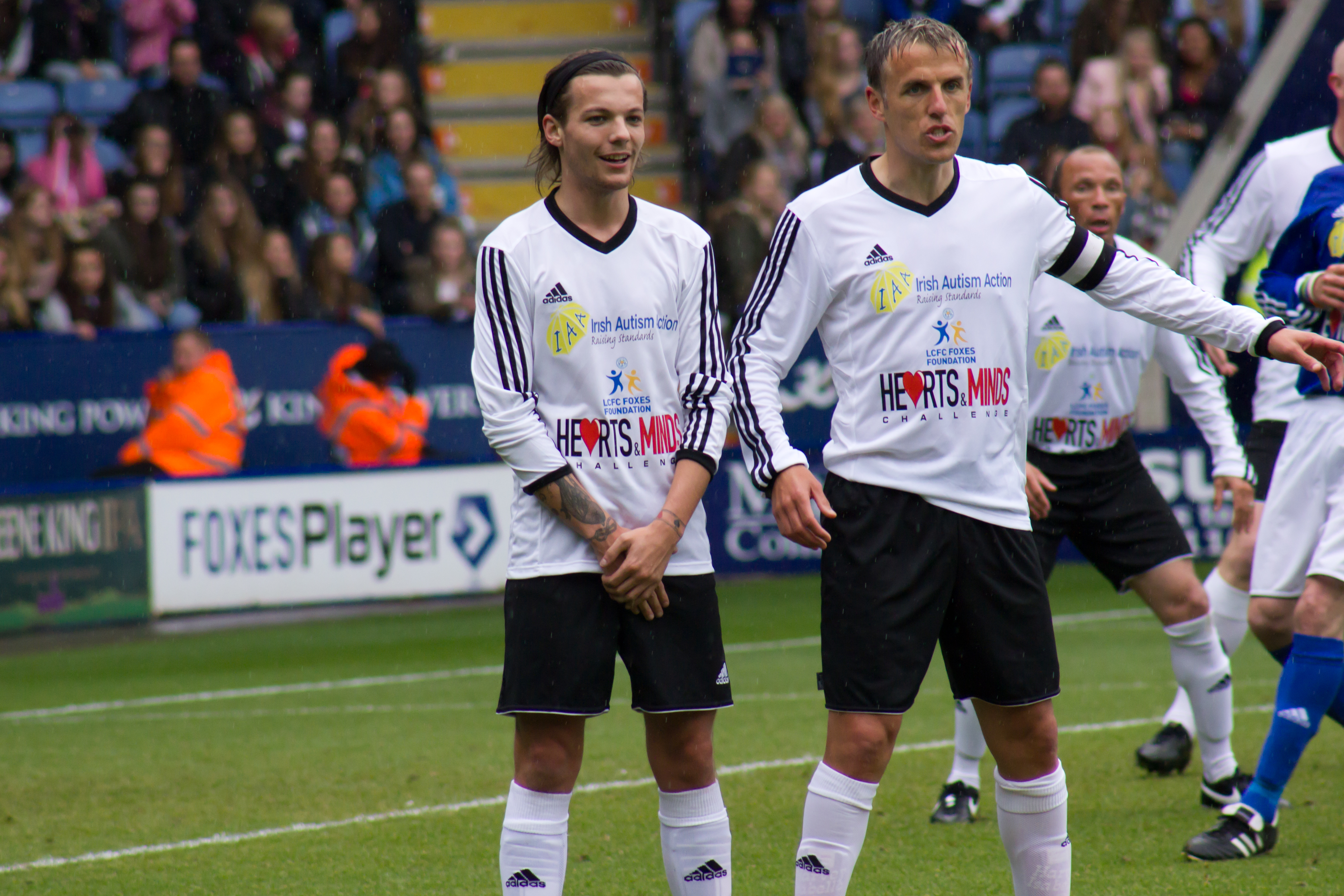

## 足球
路易由小時候起便熱愛足球。他更成為了家鄉球隊Doncaster Rovers的合約隊員，於2012至2015期間參加了數場賽事。他在2016年與隊員奈爾·霍蘭參加了為聯合國兒童基金會籌款的賽事，他是英國隊的球員，Niall即是對手。最後英國贏了3:2，並籌到£5,390,000英鎊的善款。

## 個人生活
自2011年起，路易和埃莉諾·考爾德交往，但於2015年3月宣布分手。 
, 2017年復合。
2016年，路易和Danielle Campbell交往
，兩人於2017年分手。
據報導，這位23歲的設計師Briana Jungwirth的懷孕消息在2015年8月4日得到確認。路易於2016年1月21日迎接兒子Freddie。
大部份與路易親近的都是他小時候的朋友。他的好友Stanley Lucas, Calvin Rodgers是小學時期認識的，而且多次出現在他的音樂影片和社交媒體中。

## 個人獎項
除了與一世代獲得全球性的成功外，路易個人一獲得不少的獎項。憑藉四首單曲，成功橫掃各個獎項典禮的大獎. 
| 2017 | Teen Choice Awards       | Choice Music: Collaboration – "Just Hold On" | Won       |
| 2018 | IARA Awards              | Best Male Artist                             | Nominated |
| 2018 | iHeartRadio Music Awards | Best Solo Breakout                           | Won       |
| 2018 | Teen Choice Awards       | Choice Male Artist                           | Won       |

## 外部連結
- （英文）One Direction的官方網站 （页面存档备份，存于）
- （英文）路易·湯姆林森的X（前Twitter）
- 路易·湯姆林森的Instagram帳戶